# Никита Нешић
Никита (Вукадина) Нешић (1887 — 1914) био је српски јунак.

## Биографија
Рођен је 1887. године у Перуники, срез косанички. Завршио је учитељску школу и уочи ратова је једно време радио као учитељ у селу Тулару, општина Прокупље. Као школован човек у ратове је отишао као резервни потпоручник. Борио се са својим Топличанима у редовима Гвозденог пука. Његови борци су поштовали његову храброст, правичност и умешаност у командовању. Унапређен је у чин резервног поручника и у биткама на Церу и Колубари командовао је 3. четом 1. батаљона у Гвозденом пуку. Истакао се на Церу и посебно у борбама на Дрини, када је код Лиманске аде Гвоздени пук уништио 79. загребачки пук "Бана Јелачића". За време Колубарске битке храбро је погинуо 6. 11. 1914. године, као командир 3. чете 1. батаљона, водећи своју чету на јуриш. Када је погинуо имао је 27. година.